# Église Santa Maria Mater Ecclesiae
L'église Santa Maria Mater Ecclesiæ (en français : église Sainte Marie mère de l'Église) est un édifice religieux et lieu de culte catholique du XXe siècle, situé dans le quartier Torrino sur la place Cina à Rome en Italie.

## Généralités
L'église Santa Maria Mater Ecclesiæ est construite selon les plans de Giorgio Pacini entre 1986 et 1988, en remplacement d'une ancienne église, qui existe toujours et qui abrite une sculpture d'Eustace Errani représentant Marie, mère de l'Église (du latin Mater Ecclesiæ). La cérémonie de pose de la première pierre de la nouvelle église a lieu le 1er juin 1986 : pour l'occasion est utilisé une pierre, trouvée lors des fouilles au Vatican ayant fait partie de l'antique basilique vaticane, bénie par le pape Paul VI à l'occasion de la clôture du deuxième Concile du Vatican. Santa Maria Mater Ecclesiæ est en effet la paroisse voulue par Paul VI en souvenir du Concile. Le nouveau bâtiment est solennellement consacré par le cardinal-vicaire Ugo Poletti le 28 mai 1988. Le 19 février 1989 l'église reçoit la visite pastorale du pape Jean-Paul II.
L'église est paroissiale, fondé par le cardinal-vicaire Luigi Traglia le 13 mai 1966 par le décret Ne sacrosancti concilii.